# Marc-Henri Bernard
Pour les articles homonymes, voir Bernard.
Marc-Henri Bernard , né le 3 juin 1960 à Jyväskylä en Finlande, est un joueur international français de handball.

## Palmarès

### En club
Compétitions internationales
- Finaliste de la Coupe d'Europe des vainqueurs de coupe (1) : 1989
- Demi-finaliste de la Coupe des clubs champions européens (1) : 1990

Compétitions nationales
- Championnat de France
  - Vainqueur (4) : 1978, 1979, 1980, 1989
  - deuxième (2) : 1985, 1988
- Coupe de France
  - Vainqueur (2) : 1978, 1989
  - finaliste (1) : 1987

- Meilleur buteur championnat en 1985

### En équipe nationale
Marc-Henri Bernard compterait 103 sélections en équipe de France A,. Une autre source fiable lui attribue 55 sélections mais il est crédité de 92 sélections fin 1986 avant la Polar cup et joue 4 matchs à la Polar cup. Une autre source le crédite de 99 sélections.
Parmi ses résultats avec l'équipe de France, il termine à la 6e place au Championnat du monde B 1981 et remporte le Championnat du monde C 1986.